# Qoyunbinəsi
Qoyunbinəsi è un comune dell'Azerbaigian situato nel distretto di Yevlax. Conta una popolazione di 2 695 abitanti.